# Донці-Захаржевські
Донці-Захаржевські (Донці, Захаржевські, Донець-Захаржевські) — слобожанський козацький старшинський і дворянський рід.
Відомий і старий український (черкаський, слобожанський) дворянський рід, козацького старшинського походження. За легендою, пращури Донців-Захаржевських належали до старовинного польського роду Захаржевських, який дав своїй батьківщині знатних вельмож, але зв'язок між Дінцями і Захаржевськими не встановлено, а в московських актах XVII століття жоден з Донців не називається Захаржевським, та й самі себе вони тоді ще так не називали.
З самого початку заселення черкасами (українцями) Слобідської України перебували на чолі полків. Були полковниками Харківськими, Ізюмськими, Сумськими. Також представники цього роду були серед полкових старшин, й сотниками.
Першим достовірним представником родини на Слобожанщині (засновником саме Слобідського роду) був Григорій Єрофійович Донець, який за часів повстання Харківського полку проти Москви (1668—1669 роки), стає полковником Харківським. До цього був десятником, потім сотником Харківської сотні. Гумілевський (Філарет) за батька йому називає Єрофія Юрченка (Яремка Юровкин), який прийшов в 1638 році з гетьманом Остряницею з Задніпров'я.
Разом з Куликовськими, Квітками, Шидловськими склали служиву дворянську еліту місцевого значення. Були порідненні з цими родами. Після знищення полкового устрою Слобожанщини в 1765 році, влилися в загальноімперську аристократію, давши Російській імперії кілька генералів і губернаторів.
Так само були меценатами та громадськими діячами. Особливо Дмитро Андрійович Донець-Захаржевський, відомий ентомолог, член Академії наук, збирач колекції комах, що стала початком ентомологічного відділення Харківського музею природи.
Рід припинився в 1871 році, зі смертю його останнього представника Дмитра Андрійовича Донця-Захаржевського, загиблого від руки свого племінника Похвестнєва.

## Герб роду

Герб Долива

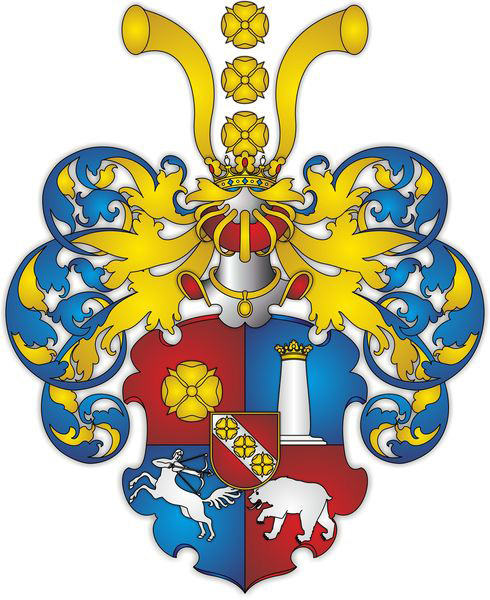
Герб роду Донців-Захаржевських.

Донцями-Захаржевського використовувався герб польських Захаржевських, оснований на клановому польському гербі «Долива».

## Представники роду
- Єрофій (1) — Можливо тільки сказати про його ім'я. Дані, про його є у Гумілевського (Філарета), який називає його Яромко Юровник. Прибув від Орловського воєводи Івана Іслентьєва з родиною до Чугуївських козаків Якова Остряниці.
  - Григорій Єрофійович Донець (Чернець Овдій) (2) — перший достовірно відомий представник роду на Слобожанщині. Стольник. Полковник Харківського слобідського козацького полку (1669—1690). Був значним осадчім. Їм були засновані багацько селищ на міст на Слобожанщини. Засновник Ізюмського слобідського козацького полку, та його перший полковник.
    - Костянтин Григорович Донець-Захаржевський (3) — син Григорія Єрофійовича. Стольник. Наказний полковник Харківського слобідського козацького полку (1682—1688), та полковник Ізюмського слобідського козацького полку (1688—1692). Помер невдовзі після смерті батька, від поранення в бою з татарами (1692 рік).
      - Акулина (Акилина) Костянтинівна Шидловська  (4) — донька Костянтина Григоровича. Була дружиною полкового осавула Миколи Шидловського. Мала від нього сина Іларіона Миколайовича Шидловського. В віно за неї, було дано село Куньє. Це одруження породнило дві старшинські родини, що в подальшому зробило довговічну коаліцію Шидловських та Донець-Захаржевських.
      - Євдокія Костянтинівна Зарудна  (4) — донька Костянтина Григоровича. Була дружиною І. Г. Зарудного.
      - Михайло Костянтинович Донець-Захаржевський (4) — син Костянтина Григоровича. Полковник Ізюмського слобідського козацького полку (1707—1730). Одружений з Варварою Данилівною, донькою Данила Даниловича Данилевського. Родина мала сина Михайла Михайловича.
        - Михайло Михайлович Донець-Захаржевський (5) — син Михайла Костянтиновича. Полковник Сумського слобідського козацького полку (з 1748 року). Одружений з Анастасією Петрівною (при народженні Штепа). Родина мала дітей: Андрія, Якова, Петра, Костянтина, Миколу та Михайла.
          - Андрій Михайлович Донець-Захаржевський (6) (1761—1795)— син Михайла Михайловича (5). Надвірний радник. Був одружений з Катериною Дмитрівною, донькою Дмитра Автономовича Норова. Родина мала дітей: Єлизавету, Анастасію, Григорія, Надію та Дмитра.
            - Григорій Андрійович Донець-Захаржевський (7) (1792—1845)— син Андрія Михайловича. Генерал-лейтенант, комендант Санкт-Петербургу. Був одружений з Оленою Павлівною Тізенгаузен.
            - Єлизавета Андріївна Бенкендорф (7) — донька Андрія Михайловича. Статс-дама, та камер-фрейліна. Кавалер-дама російського імператорського жіночого ордена Святої Катерини. З 1817 року була в шлюбі з Павлом Гавриловичем Бібіковим (мала доньку Олену) . В другому шлюбі з шефом жандармів графом О. Х. Бенкендорфом. Родина мала дітей: Ганну, Марію та Софію.
            - Надія Андріївна Похвеснєва (7) — донька Андрія Михайловича. Була одружена з Іваном Дмитровичем Похвеснєвим. Після смерті брата Дмитра Андрійовича, їй перейшли маєтки Донців-Захаржевських (зокрема слобода Константинівка). Родина мала дітей: Миколу та Дмитра.
            - Анастасія Андріївна Донець-Захаржевська (7) — донька Андрія Михайловича.
            - Дмитро Андрійович Донець-Захаржевський (7) (1784—18.12.1871)— син Андрія Михайловича. Дійсний статський радник. Губернатор Катеринославської губернії в 1828—1831 роках. Почесний громадянин міста Зміїв. Вчений, та меценат. Був задушений небожем Похвестнєвым. Поховано його було у слободі Константинівка Зміївського повіту в склепі Різдвяно-Богородичного храму. Останній представник рода Донець-Захаржевських.

          - Яків Михайлович Донець-Захаржевський (6) (р.с. 1801)— син Михайла Михайловича (5). Секунд-майор.Близький друг філософа Григорія Савича Сковороди.
            - Володимир Якович Донець-Захаржевський (7)— підполковник (1812). Колезький асесор. Син Якова Михайловича (6). Вовчанський повітовий маршалок шляхти (1804—1807). У 1806—1807 роках Вовчанський повітовий командувач Слобідсько-Української міліції[1]. У 1812 році керівник одного з трьох піших полків земського війська створених у Слобідсько-Української губернії[2].
            - Андрій Якович Донець-Захаржевський (7) (1768–17.03.1841) — син Якова Михайловича. Ротмістр. Мав маєток в слободі Великий Бурлук, де їм було побудовано в 1839 році Преображенський храм. Похований у тому ж храмі.
              - Єлизавета Андріївна Задонська (8) (1807—19.12.1882) — донька Андрія Яковича. Дружина генерал-лейтенанта Задонського Воїна Дмитровича. Померла від хвороби печінки, похована на протестантському кладовищі в Генуї. Отримала у спадок маєток Великий Бурлук, який після її смерті зоставався у родини Задонських до самого припинення існування Російської імперії;

          - Петро Михайлович Донець-Захаржевський (згадування 1787 року) (6)— син Михайла Михайловича (5).
          -  Костянтин Михайлович Донець-Захаржевський (6) — син Михайла Михайловича (5). Корнет. Мав маєток в слободі Шиповатці, де в 1795 році їм було побудовано храм св. Варвари.
          - Михайло Михайлович Донець-Захаржевський (6)— син Михайла Михайловича (5).
          - Микола Михайлович Донець-Захаржевський (6)— син Михайла Михайловича (5).
            -  Андрій Миколайович Донець-Захаржевський (7) — Ротмістр. Вовчанський повітовий маршалок шляхти (1822—1825)[3].

          - Василь Михайлович Донець-Захаржевський (6) — син Михайла Михайловича. Майор. Губернський маршалок шляхти (1801—1804, 1804—1807). Ізюмський повітовий маршалок шляхти (1795—1798).
            - Яків Васильович Донець-Захаржевський (1780—1865) (7) — син Василя Михайловича. Російський генерал від артилерії. Брав участь у Франко-російській війні (1812 року).

    - Федір Григорович Донець-Захаржевський (3) — син Григорія Єрофійовича. Стольник. За батькове полковництво був наказним полковником. Керував у походах загонами харківських, та ізюмських козаків. Полковник Харківського козацького полку (1690—1706). За його полковництва, у Харкові, перестали призначати воєвод з Москви.
      - Іван Федорович Донець-Захаржевський (4) — син Федора Григоровича. Наказний полковник Харківського козацького полка, за часи полковництва Григорія Семеновича Квітки (1714—1734 роки).
      - Марфа Федорівна Квітка (пом. 15 червня 1721 р.) (4) — донька Федора Григоровича. Була дружиною полкового судді Романа Григоровича Квітки. Це одруження породнило дві старшинські родини, що в подальшому зробило довговічну коаліцію Квіток та Донець-Захаржевських. Похована в Покровському монастирі.[4]
      - Параскева Федорівна Кропоткіна (пом. 1721 р.) (4) — донька Федора Григоровича. Була дружиною князя Якова Микитовича Кропоткіна. Родина мала доньку Тетяну Яківну.

    - Іван Григорович Донець-Захаржевський (?-1695-23 листопада 1723)  (3)— син Григорія Єрофійовича. Був наказним полковником Харківського козацького полку (XVII—XVIII ст.).

## Можлива спорідненість

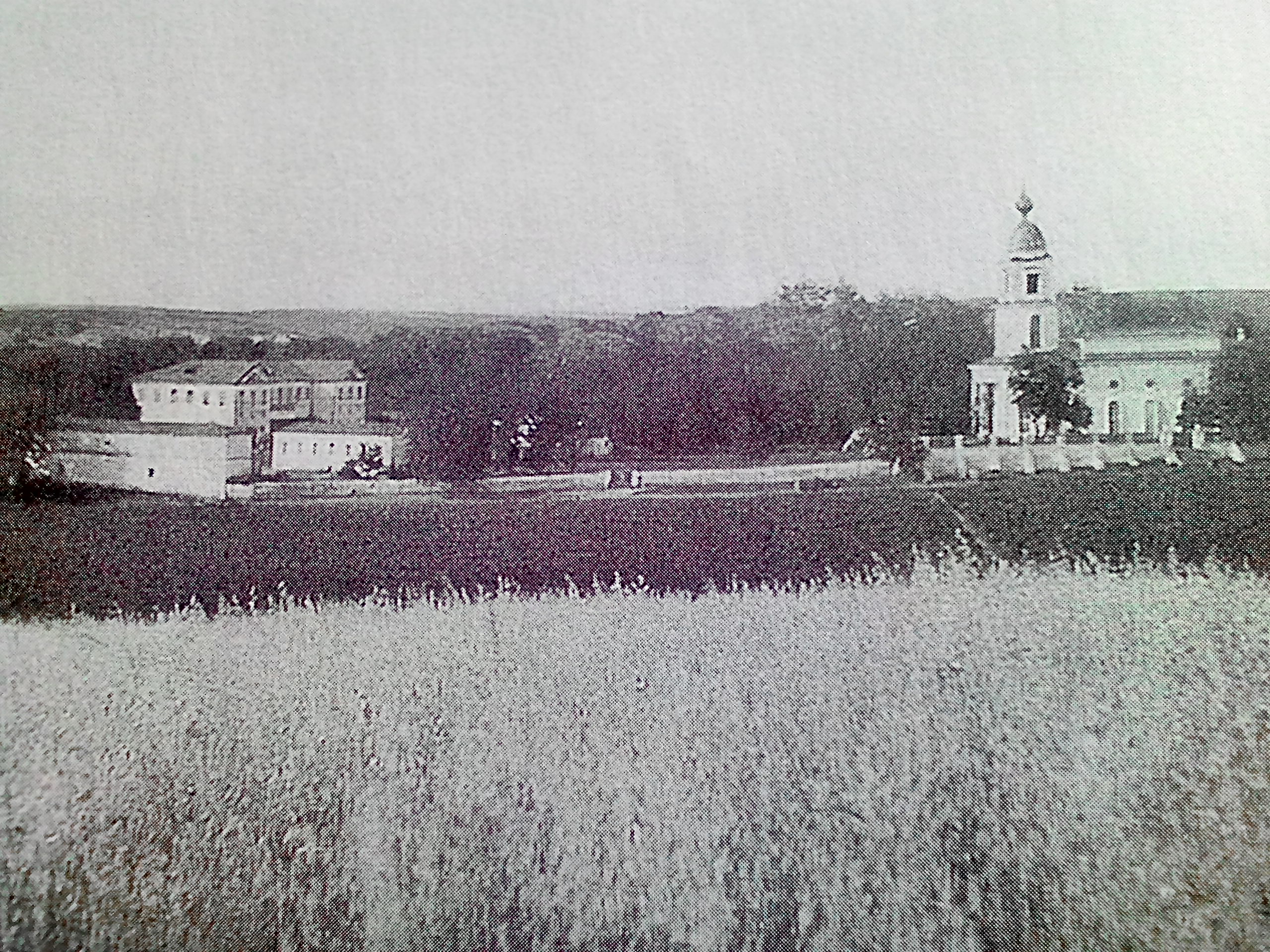
Маєток Головкіних-Хвощинських (до 1871 Донців-Захаржевських) та храм Різдва Богородиці (Костянтівка, 1914 рік)

Вказані далі козацькі старшини не мають доказану спорідненість з родом Донець-Захаржевських. Вона лише теоретична, але базована на ґрунті припусків у деяких джерелах.

### Донець Іван Степанович
В історичних документах згадується Донець Іван Степанович. Він був полковником Волинського полку в 1648—1649 роках. Брав учать в повстанні Пушкаря і Барабаша (1657—1658 роки), як супротивник гетьмана Виговського. На той час був полковником «дейнеків». Після поразки в Полтавській битві (1658 року), з залишками свого полку відступає до Сум.
В той же час, Григорій Донець також згадується в лавах повстанців, як полковник у війську наказного гетьмана Івана Безпалого.
Задокументованого зв'язку між цими козацькими старшинами не знайдено, але деякі джерела, вказують на їх можливу спорідненість.

### Донець Дмитро Степанович
Наказним полковником Чернігівського козацького полку в 1689 році, був Дмитро Степанович Донець. Задокументована його печатка з літерами «Д. С.П. Н.Ч.» (Дмитро Степанович, полковник наказний Чернігівський). Він став засновником чернігівського старшинського (потім російського дворянського роду) Стефановичів-Донцових.
Його спорідненість з Іваном, та Григорієм Донцями, також не з'ясована.

### Яремко Юровкин
Видатний етнограф XIX ст. Гумілевський (Філарет) висловлював думку , що батьком Григорія Донця був козацький старшина « черкашенин Яремко Юровкин» (Єрофій Юрченко), який приєднався до гетьмана Остряниці та його Чугуївських козаків в 1640 році. Він, та його родина оселяються у Чугуївській фортеці.

## Зв'язки з другими аристократичними родами
З часом в Слобідських козацьких полках склалася старшинська еліта. Це були декілька магнатських родин, які майже постійно тримали владу в своїх руках. В Харківському, та Ізюмському полках такою родиною були Донці-Захаржевські. Григорій Єрофійович, та його діти проводив вдалу шлюбну політику. Через Акулину Костянтинівну, Донці породнилися з старшинською родиною Шидловських. Марфа Федорівна ввійшла до родини Квіток, іншого відомого слобідського старшинського роду. В той же час Параскеву Федорівну було видано за представника російського аристократії князя Якова Микитовича Кропоткіна.
При остаточним приєднанні Слобожанщини до Російської імперії в 1765 році, родина зайняла поважне місце, в ієрархії Росії. Подальші шлюби ще більше породнили колишніх представників козацької старшини, та представників вищого кола Імперії.
В 1871 році, останній представник роду Донець-Захаржевських, Дмитро Андрійович, загинув від руки племінника Похвестнєва. Але завдяки вдалим шлюбам, нащадки Григорія Єрофійовича (під іншими прозвищами) живуть й в наші часи.
Шлюбні зв'язки родини:
- Бенкендорфи
- князі Вадбольскі
- Головкіни-Хвощинські
- Квітки
- князі Кропоткіни
- Куликовські
- Шидловські
- Задонські

## Пам'ятки про родину

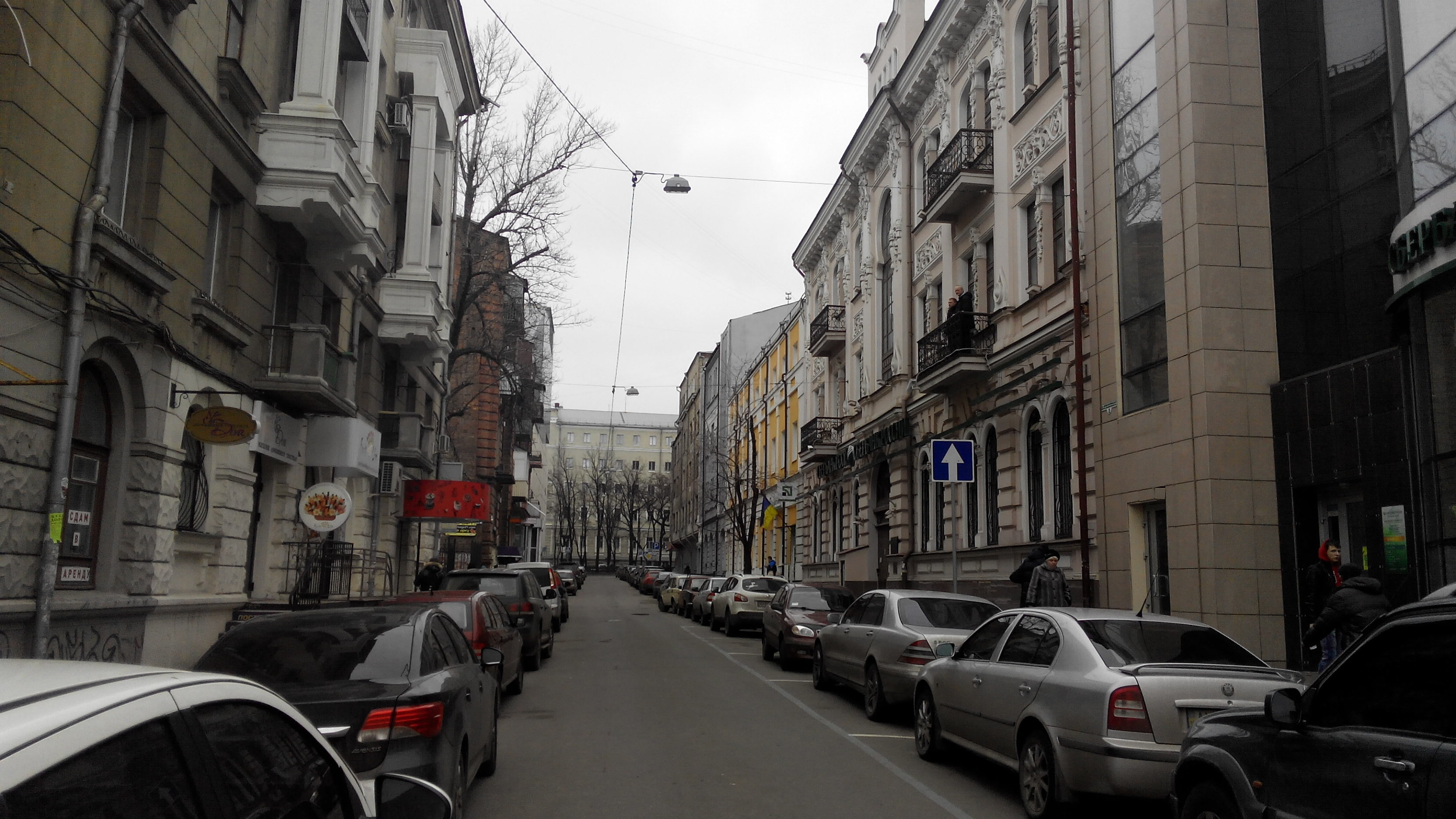
м.Харків, вул. Донець-Захаржевського

- В місті Харкові є вулиця названа ім'ям Григорія Єрофійовича Донця. Розташована вона, в центрі міста.
- З 2015 року центральна вулиця села Костянтівка, Зміївського району носить назву «вулиця Донця-Захаржевського»[9].

## Маєтки
- Слобода Бірки (в наш час селище міського типу Бірки). Було забране у Івана Григоровича Донець-Захаржевського, полковником Харківським Прокопієм Куликовським;
- Слобода Великий Бурлук (в наш час село Великий Бурлук) (1680—1841). Після смерті Андрія Яковича Донець-Захаржевського перейшов в спадок до його зятя Воїна Дмитровичу Задонського, одруженого з Єлизаветою Андріївною. Саме у цьому маєтку за словами Миролюбова Ю. П. полковником Алі Ізенбеком була знайдена (1919 рік) Велесова книга.
- Слобода Довжик (в наш час село Довжик) (до 1724 року). Було передано Федором Григоровичем Донець-Захаржевським зятю князю Якову Микитовичу Кропоткіну, за дочку Параскеву Федорівну, в 1724 році.
- Слобода Костянтинівка (в наш час село Костянтівка) (1689—1871). Належало до маєтків родини, майже з самого початку свого існування. Перший власник слободи Григорій Донець, дав їй назву по імені свого сина, Костянтина Григоровича.[10] Після смерті останнього власника з родини Донець-Захаржевських, Дмитра Андрійовича, його маєток перейшов до його зятя графа Головкиної-Хвощинскої, який був одружений з племінницею Дмитра Андрійовича.
- Слобода Куньє (в наш час село Куньє). Було осаджене за землях які Акулина Костянтинівна Шидловська (при народженні Донець-Захаржевська), принесла як придане своєму чоловіку полковому осавулу Миколаю Шидловському. Саме скорочена форма її імені («Куня») дала назву слободі.[11]
- Слобода Нова Водолага (в наш час селище міського типу Нова Водолага).
- Слобода Основа (в наш час частина міста Харків, Стара Основа) (1690—1713). Заселена Федором Григоровичем Донець-Захаржевським. Була продана полковнику Харківському Григорію Семеновичу Квітці в 1713 році. Саме по назві свого маєтку, великий український культурно-громадський діяч Г. Ф. Квітка-Основ'яненко взяв собі псевдонім (друга частина прізвища -«Основ'яненко», ніколи офіційно не використовувалася, це був саме псевдонім).
- Слобода Рокитне (в наш час село Рокитне) (1699—1716) . Вдова Донця-Захаржевського Євдокія, та його син Іван, продають слободу сотнику Липецької сотні Івану Черняку.
- Слобода Стара Водолага (в наш час село Стара Водолага). Належала Донець-Захаржевським, з часів Григорія Єрофійовича.
- Слобода Хатнє (в наш час село Хатнє). Куплено Костянтином Григоровичем Донець-Захаржевським в 1689 році. Було віддано як придане зятю І. Г. Зарудному, який одружився з його дружиною Євдокією Костянтинівною.
- Село Шиповатка (з 1811 року). Маєток придбано Єлизаветою Донець-Захаржевською, дружиною штабс-капітану.
- Слобода Штепівка (в наш час село Штепівка). Приєдналося до маєтків Донець-Захаржевських, як придане. Воно перейшло до правнука Григорія Єрофійовича — полковника Сумського Михайла Михайловича Донець-Захаржевського, за Анастасію Петрівну (уроджену Штепу). До цього слобода була маєтком родини Штепа (засновано сотником Штепою у 1670 році).

## Світлини

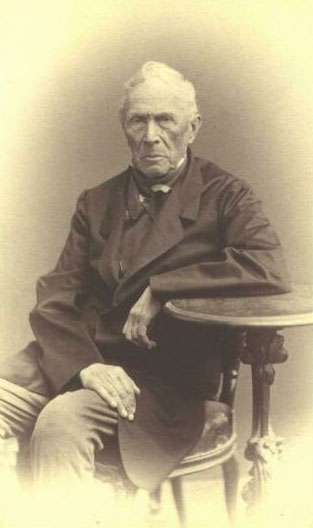
Дмитро Андрійович Донець-Захаржевський
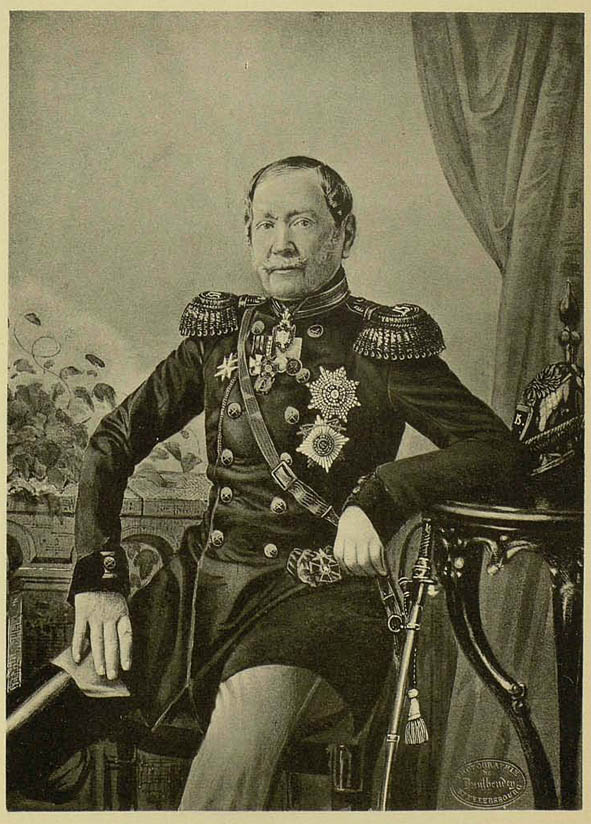
Яків Васильович Донець-Захаржевський
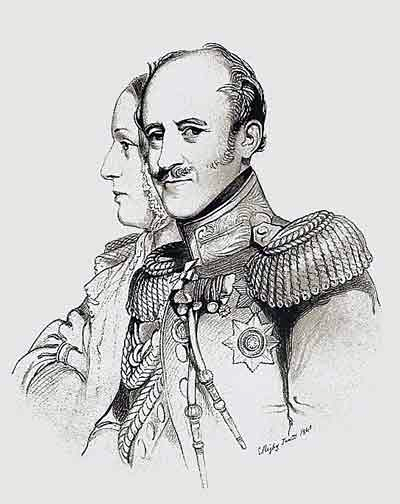
Єлизавета Андріївна Бенкендорф (при народженні Донець-Захаржевська) з чоловіком
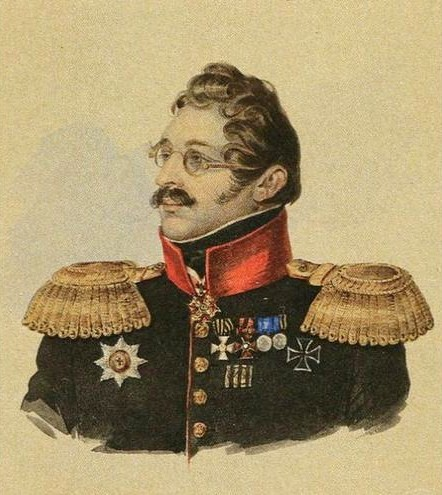
Григорій Андрійович Донець-Захаржевський

## Цікаві факти
Іван Донець став прообразом для персонажу роману Генрика Сенкевича «Вогнем і мечем» полковника Донця, брата відьми Горпини з Чортового Яру (основою для цього персонажу стала сестра Івана Донця , Солоха (Соломія) Донцівна). У однойменній стрічці Єжи Гоффмана «Вогнем і мечем» (1999), роль Горпини виконала Руслана Писанка.